# Oskar Büttner (Pfarrer)
Karl Oskar Büttner (* 7. Juni 1875 in Grünhain; † 9. Februar 1956 in West-Berlin) war ein deutscher evangelischer Pfarrer und Publizist. Er verfasste vor allem populäre religiöse Literatur.

## Leben und Wirken
Er war der Sohn des Geschäftsmannes Karl Gottholf Büttner und dessen Ehefrau Berta Rosalie geborene Reinwardt. Seine Eltern wohnten zunächst in Grünhain im sächsischen Erzgebirge und zogen später nach Limbach.
Nach dem Schulbesuch schlug Büttner eine theologische Ausbildung ein und wurde Prediger. 1904 heiratete er in Berlin Martha Luise Trost. In den 1920er Jahren wohnte er in Bad Blankenburg, wo er mehrere Bücher im Selbstverlag veröffentlichte. Nach dem Zweiten Weltkrieg lebte er in Jena. 1956 starb er bei seiner Tochter Ruth Hoffelt geborene Büttner in Berlin-Wedding.

## Schriften (Auswahl)
- Der Weltkrieg und die Liebe Gottes. Ein Kriegsbuch. 1916.
- Der Krieg und unsere Kirchenlieder. 1916.
- Die Herrlichkeit der Bibel. Blankenburg i. Thür. [1924].
- Ist der religiös gesonnene Bauer seines Frommseins wegen dumm zu nennen? Blankenburg i. Thür. [1924].